# Псаммолепіс
Псаммолепіс (Psammolepis) — рід гігантських  безщелепних риб ряду гетерострак (Heterostraci) родини псаммостеїд (Psammosteidae). Можливо, найбільше безщелепне, що досягало довжини 2 м і ширини понад 1 м. Мало сплощене дорсо-вентрально тіло і дорсально розташований рот. Дуже схожий на дрепанаспіса (Drepanaspis).
Вів придонний спосіб життя. Мешкав в середньому  девоні  Європи і  Гренландії, а також у пізньому девоні  Канади та  Центральної Азії.